# Christophe Lacroix (auteur)
Pour les articles homonymes, voir Christophe Lacroix et Lacroix.
Christophe Lacroix (né le 17 juillet 1978 en Moselle) est un auteur de bande dessinée français.

## Biographie
En 2004 il rencontre François Gomès et Jean-Luc Istin avec qui il signe son premier contrat de coloriste chez Soleil Celtic sur le tome 4 des Contes du Korrigan sur dessin de François Gomes avant de participer au tomes 5 sur les pages de Serge Fino, le 6 avec le dessinateur Christophe Babonneau, le 7 avec les dessinateurs Guy Michel et Sandro.
Il a également coscénarisé dans ce dernier opus de la série aux côtés d'Erwan Le Breton.
Par la suite, Christophe est le coloriste du deuxième tome des Contes de Brocéliande, sur scénario de François Debois et Alexis Sentenac pour les dessinateurs Guy Michel, Ludovic Souillard, Mika et Javier Sicilla ; du Sang de la Sirène réalisé avec François Debois et Sandro Masin, et du tome 2 de Larmes de Fées sur le dessin d'Alberto Jiménez Alburquerque ; mais également de Télé Réalité de Laurent Panetier et Cédric Ghorbani, et d'Éclipse tomes 1, 2 et 3 d'Antoine Ozanam et Sébastien Vastra, aux éditions Vents d'Ouest.
Après Crawford, Chasseur de Sorcières tome 1 en collaboration avec Nathaniel Legendre et Alberto Jiménez Alburquerque (AJA), pour les éditions Soleil, il a récemment travaillé sur Les Souvenirs d'un Elficologue T2 - Balor avec les talentueux Thierry Gloris et Jean-Paul Bordier.
Il a aussi réalisé de nombreux petits ouvrages d’humour aux éditions Paquet ainsi que pour les éditions Tricorne (suisse)

## Publications
- Les Apatrides

Les Apatrides Tome 1 Aujourd'hui la terre, demain l'univers ! - INDEEZ. Scénario : Patrice Lesparre, dessin : Christophe Malgrain, couleurs : Christophe Lacroix
- Des bulles dans...

1. Des bulles dans le commerce[1], GRAD, scénario et dessin : collectif, couleurs : Christophe Lacroix, 2004
2. Des bulles sur les marchés agricoles, GRAD, scénario et dessin : collectif, couleurs : Christophe Lacroix, 2005

- Les Contes de Brocéliande

1. Les contes de Brocéliande T2 - Soleil

- Les légendes de la Table Ronde

Les Légendes de la Table Ronde T1 - Soleil
- Les Contes du Korrigan, couleurs (T4, T5, T6), couleurs plus scénario (T6)

1. Les Contes du Korrigan T4 [2] - Soleil - Soleil. Livre quatrième : La pierre de justice, 2004
2. Les Contes du Korrigan T5 [3] - Soleil. Livre cinquième : L'Île d'Émeraude, 2004
3. Les Contes du Korrigan T6 - Soleil. Livre sixième: Au pays des Highlands, 2005
4. Les Contes du Korrigan T7 (couleurs + scénario) - Soleil. Livre septième : L'Assemblée des Bardes, 2006

- Crawford, Chasseur de Sorcières[4]

Crawford, Chasseur de Sorcières Tome 1 Barghest - Soleil. Scénario : Nathaniel Legendre, dessin : Alberto Jimenez Alburquerque, couleurs : Christophe Lacroix, 2010
- Éclipse (bande dessinée)

1. Eclipse T1 -Vents d'Ouest / Glénat, 2007
2. Eclipse T2 -Vents d'Ouest / Glénat, 2008
3. Eclipse T3 -Vents d'Ouest / Glénat, 2009

- The Formidables

Tome 1 - Fierté et préjugés - 1ère partie, Oniric Comics, 2015. Scénario : Christophe Malgrain, dessin :  Christophe Malgrain, couleurs : Christophe Lacroix.
Tome 2 - Fierté et préjugés - 2ème partie, Oniric Comics, 2016. Scénario :  Christophe Malgrain, Louis, dessin :  Christophe Malgrain, Jean-Marie Minguez, Oliver Hudson, couleurs : Christophe Lacroix, Véra Daviet
HS : The Formidables vs The Mighty Titan, FG Prod, 2017. Scénario : Christophe Malgrain, Joe Martino, dessin :  Christophe Malgrain, Marti, Oliver Hudson, couleurs : Christophe Lacroix, Luca Cicchitti
- Le Sang de la Sirène[8]

1. Le Sang de la Sirène - Soleil, 2007

- Souvenirs d'un Elficologue

Souvenir d'un Elficologue Tome 2 Balor - Soleil. Scénario : Thierry Gloris, dessin : Jean-Paul Bordier, couleurs : Christophe Lacroix, 2010
Souvenir d'un Elficologue Tome 3 La lance de Lug - Soleil. Scénario : Thierry Gloris, dessin : Jean-Paul Bordier, couleurs : Christophe Lacroix, 2012